# Cantonul Saintes-Ouest
Cantonul Saintes-Ouest este un canton din arondismentul Saintes, departamentul Charente-Maritime, regiunea Poitou-Charentes, Franța.

## Comune
- Chermignac
- Écurat
- Nieul-lès-Saintes
- Pessines
- Préguillac
- Saint-Georges-des-Coteaux
- Saintes (parțial, reședință)
- Thénac
- Varzay